# Ignác Umlauf
Ignác (Hynek) Umlauf, křtěný Ignatius (12. srpna 1821 Mlýnice u Červené Vody – 8. září 1851, Kyšperk) byl český akademický malíř.

## Život a dílo

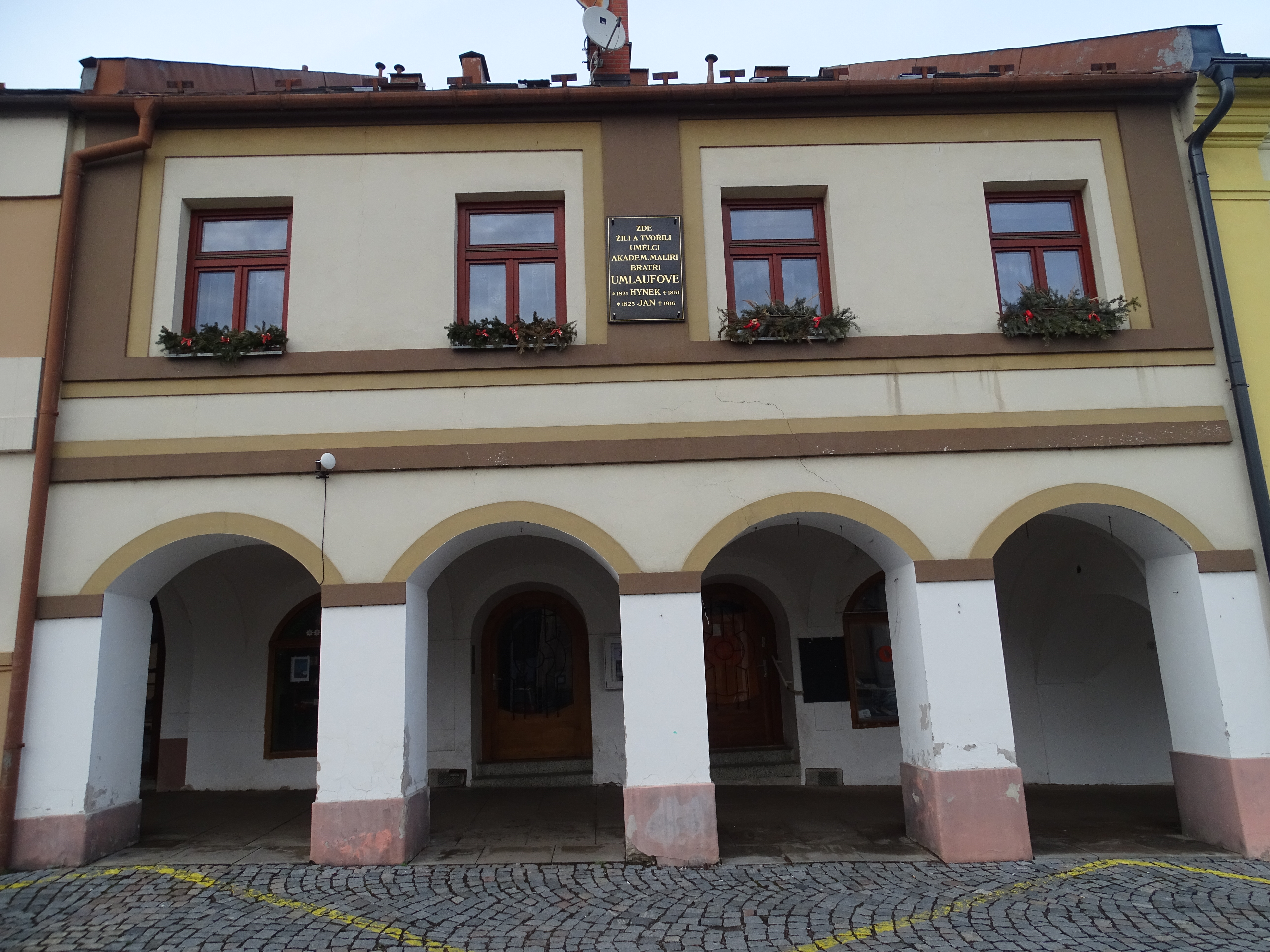
Dům na náměstí v Letohradě, kde působili bratři Umlaufové

Narodil se v obci Mlýnice do rodiny malíře a řezbáře Dominika Umlaufa (1792-1872). Ignác měl mladšího bratra Jana, který byl rovněž zručný malíř. V letech 1837-1839 studoval na pražské malířské akademii u prof. Františka Tkadlíka. Jedním z Ignácových spolužáků byl Josef Mánes. Student byl pilný, o čemž svědčí i dvě ceny akademie, které obdržel. V roce 1839 přešel na malířskou akademii do Vídně, kde studoval spolu se svým bratrem Janem. Pří vídeňském pobytu byl silně ovlivněn Ferdinandem Georgem Waldmüllerem a Peterem Fendim. Poté se vydal na studijní cestu do Uher. Maloval hlavně v okolí (dnes rumunské) Mehadie. Roku 1849 pobýval v Šumperku, Gräfenberku a v Kyšperku. Odtud se malíř vrátil zpět do Vídně. 
Ve Vídni však vážně onemocněl a vydal se za otcem do Kyšperka, kde roku 1851 zemřel. Pohřben byl v rodinné hrobce na zdejším hřbitově. 

## Dílo
Ignác Umlauf byl výborný portrétista současník Josefa Mánesa. Jeho akvarel "Žebravé děti" daroval císař František I. anglické královně Viktorii při její návštěvě ve Vídni.

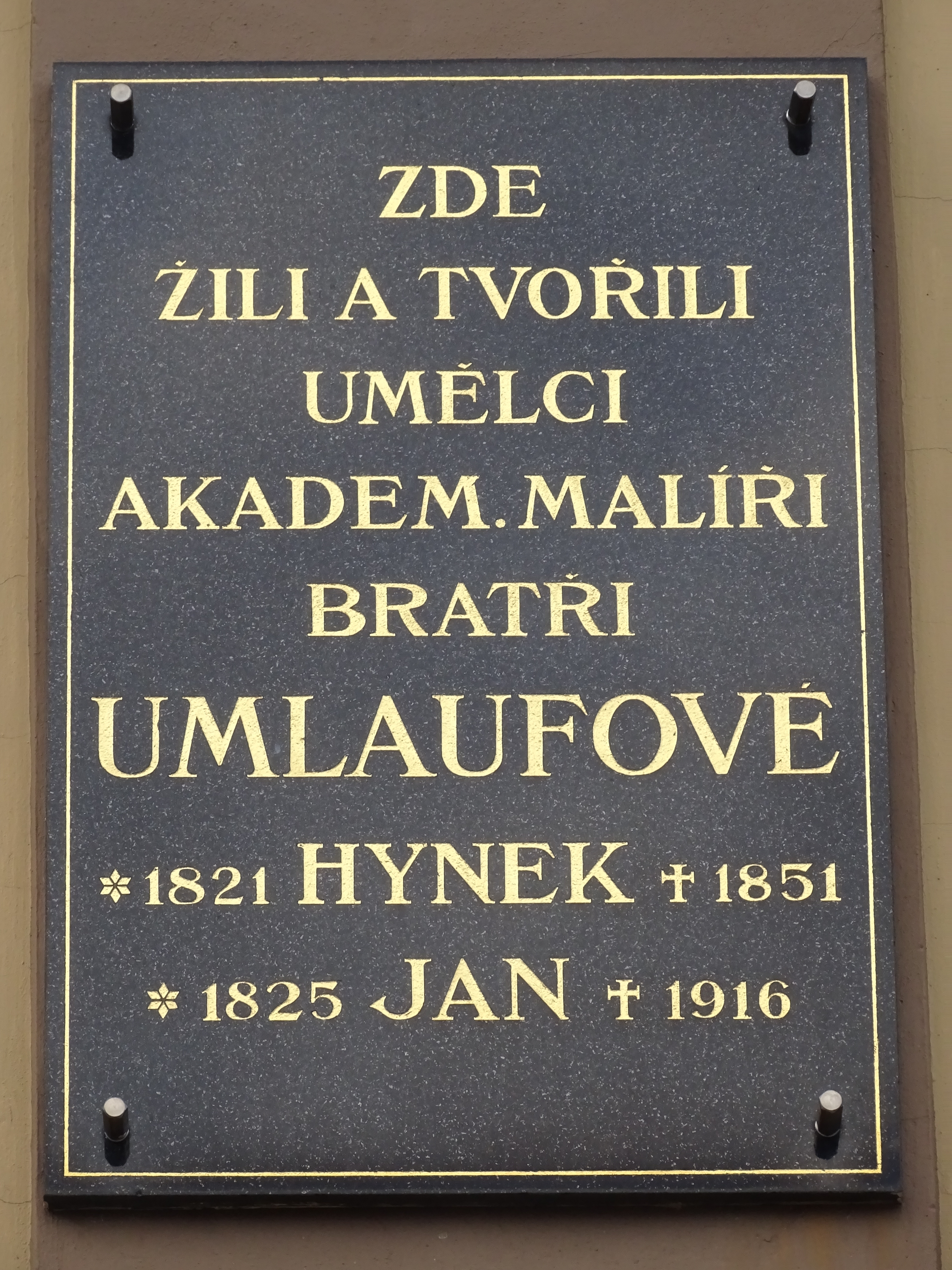
Pamětní deska v Letohradě

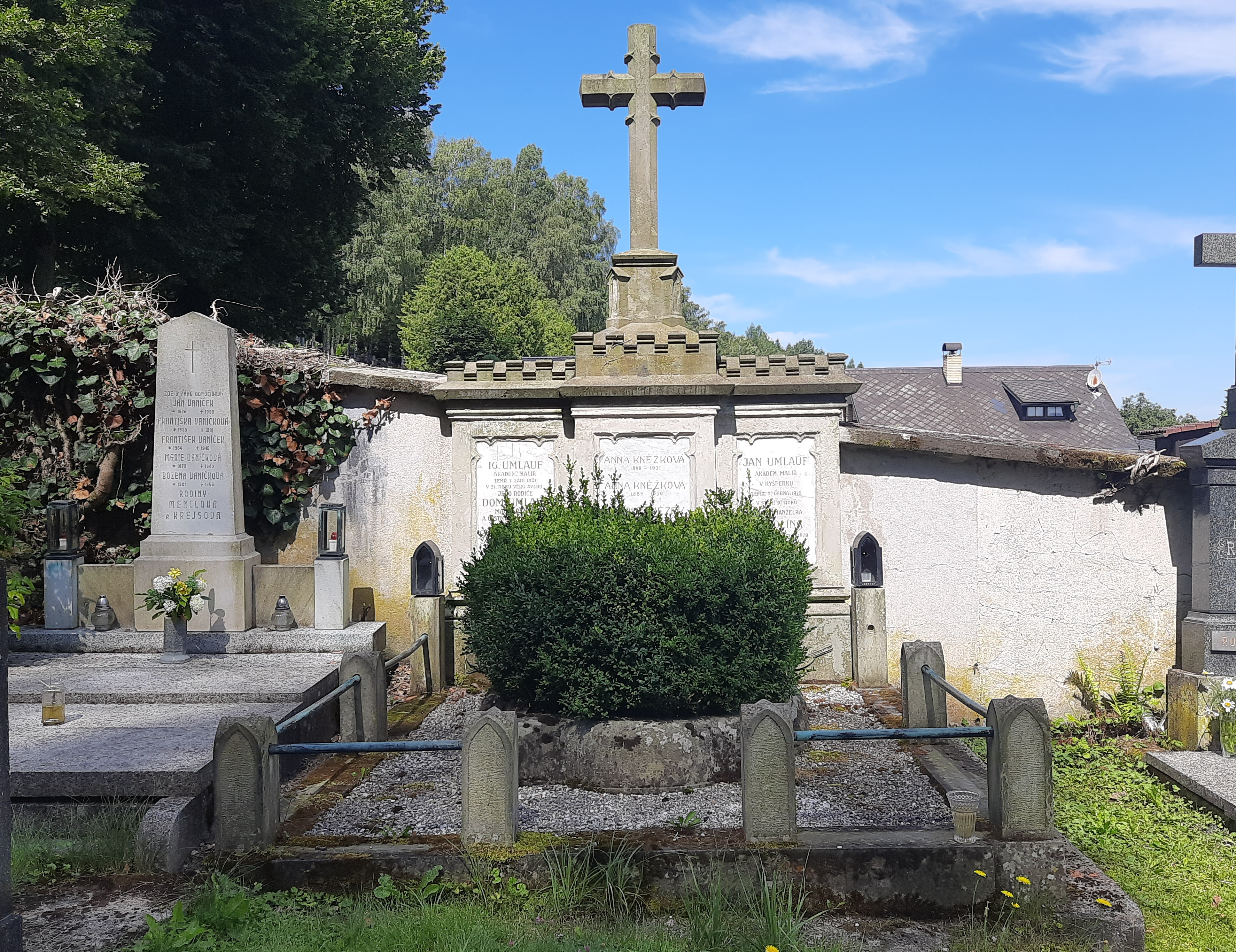
Hrobka rodiny Umlaufovy na hřbitově v Letohradě

## Galerie

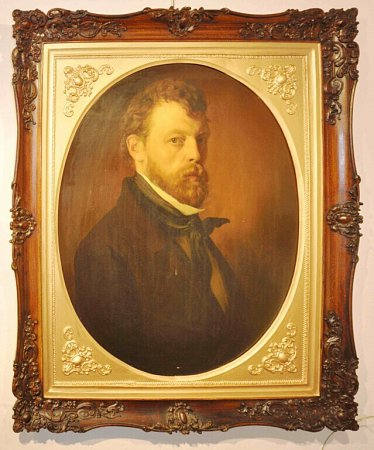
Ignác Umlauf - Autoportrét (kol.1849)
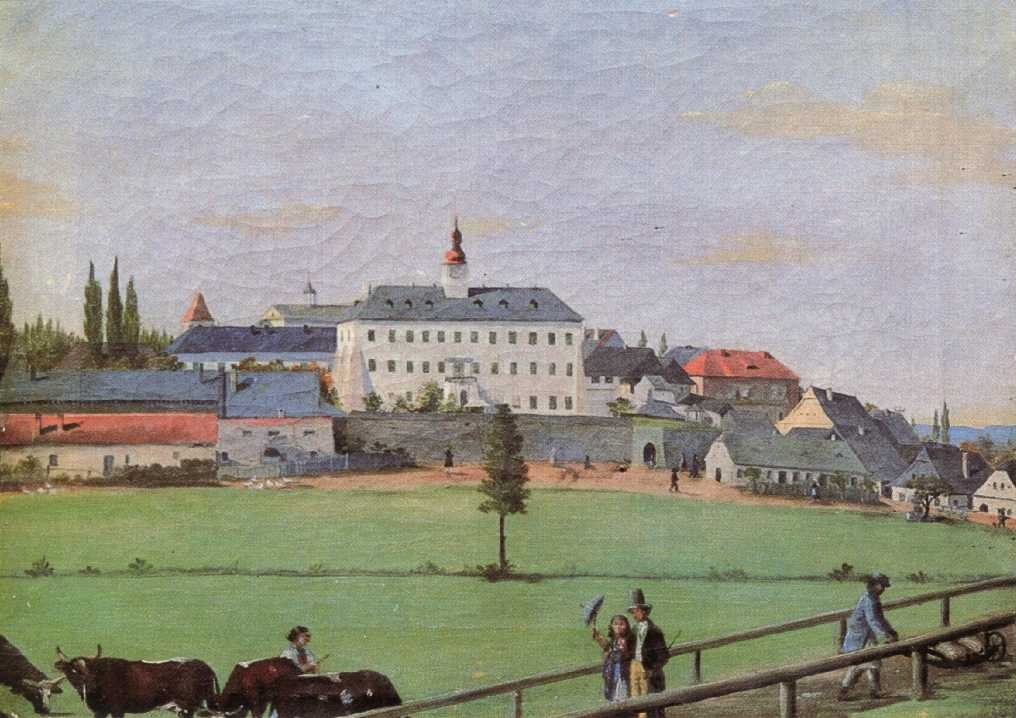
Ignác Umlauf - Kyšperk od Kunčic kolem roku 1850
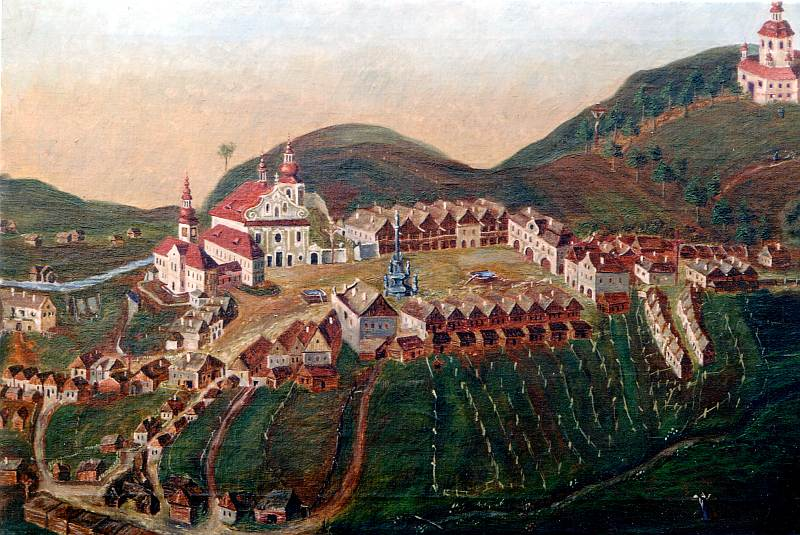
Ignác Umlauf - Letohrad od Kunčic (1850)
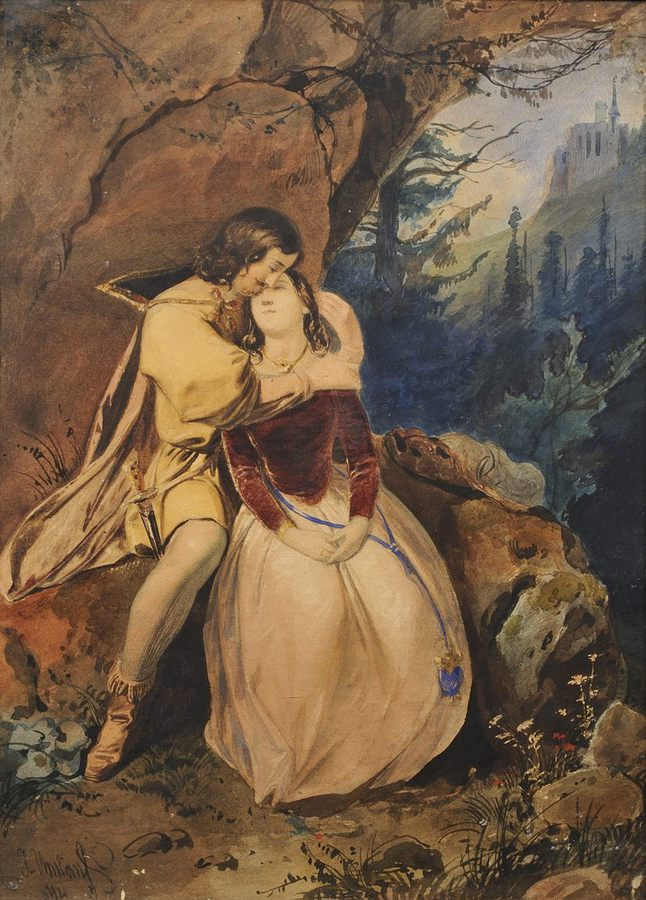
Ignác Umlauf - Milenci (1844)
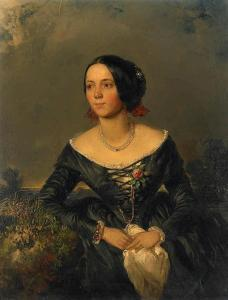
Ignác Umlauf - Portrét mladé dámy (1847)
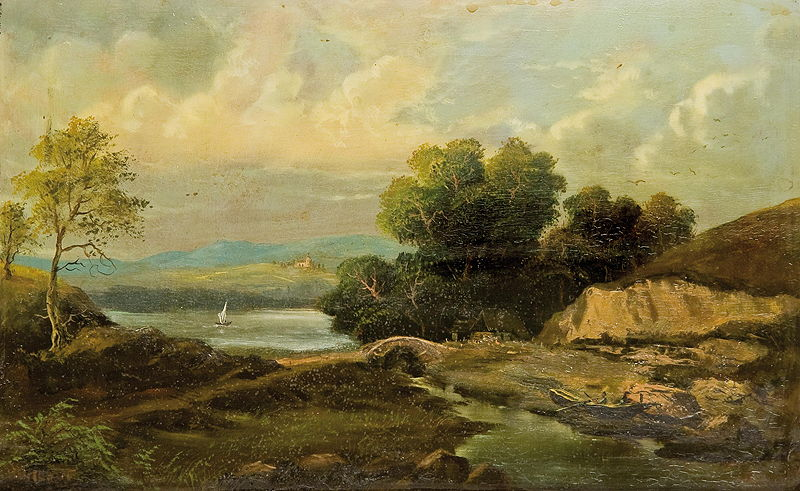
Ignác Umlauf - U jezera
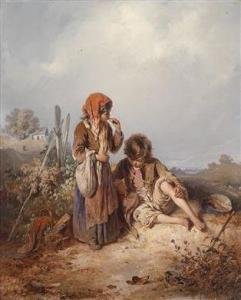
Ignác Umlauf - Žebravé děti